# Les Mains Sales

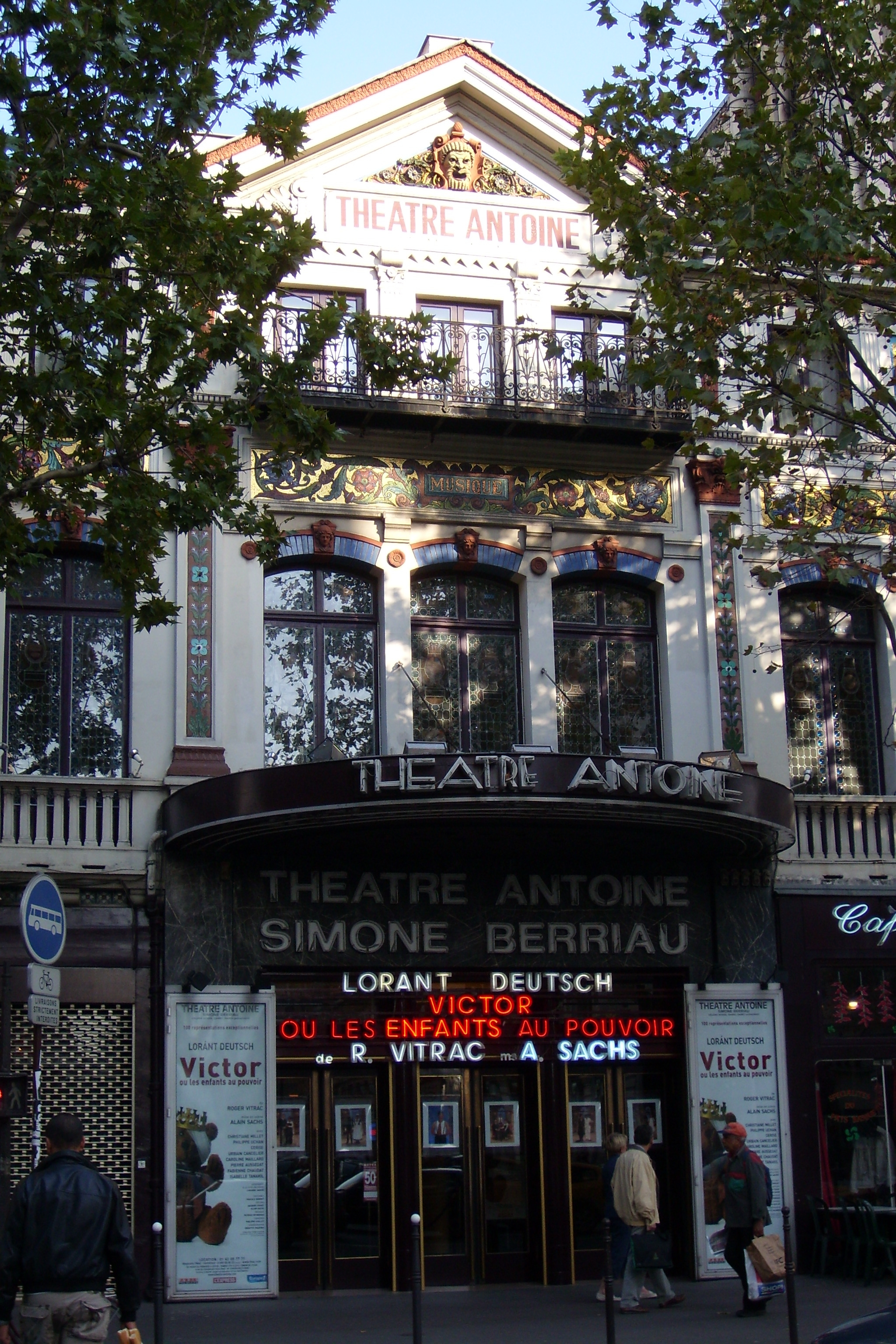
O Théâtre Antoine en 2007

Les Mains Sales (As mãos sujas em francês) é uma peça de Jean-Paul Sartre. Estreou em 2 de abril de 1948 no Théâtre Antoine em Paris, estrelando François Périer, Marie Olivier e André Luguet sob direção de Simone Berriau.
A peça se passa no país fictício de Ilíria entre 1943 e 1945 e se trata do assassinato de um líder político comunista. A identidade do assassino é conhecida desde o início da peça, mas o contexto do assassinato e as razões que o motivaram, bem como o relacionamento entre o assassino e a vítima, constituem a tônica da obra.